# Sklerenchyma

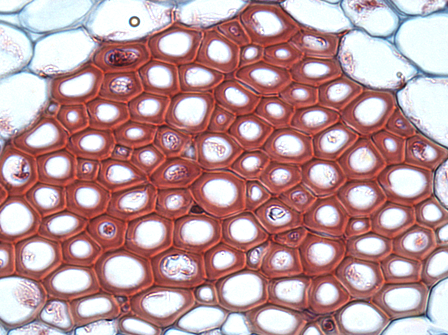
Włókna sklerenchymatyczne

Sklerenchyma (twardzica) – tkanka wzmacniająca roślin. Dojrzałe komórki sklerenchymatyczne mają mocno zgrubiałe i na ogół silnie zdrewniałe ściany wtórne, inkrustowane ligniną, z licznymi jamkami. W czasie rozwoju tych komórek ich protoplasty najczęściej zamierają i zanikają – są to więc komórki martwe. Tkanka składa się przeważnie z komórek prozenchymatycznych (podłużnych). Funkcją sklerenchymy jest przede wszystkim nadawanie sztywności poszczególnym częściom rośliny. W rozwoju powstają z merystemów pierwotnych lub wtórnych.
Występuje w dwóch postaciach:
- stereidy (włókna sklerenchymatyczne) – forma podłużna,
- sklereidy (komórki sklerenchymatyczne, komórki kamienne) – forma kulista.

## Stereidy
Włókna mają postać podłużnych komórek, zwykle o długości 1-2 mm  szerokości od 0,01 do 0,28 mm. Komórki są klinowato zakończone, a końce zachodzą na siebie. Ściana komórkowa jest gruba, a światło komórki bardzo ograniczone. Jamki występują nielicznie. Mogą występować pojedynczo lub tworzyć długie sznury lub pasma. Przestwory między komórkami występują rzadko i są niewielkie. W korzeniu znajdują się głównie w części centralnej, a w łodygach w obwodowej. W liściach wokół wiązek przewodzących tworzą pochwę sklerenchymatyczną. Ze względu na lokalizację można wyróżnić:
- włókna łykowe o jamkach prostych,
- włókna drzewne o jamkach lejkowatych,
- włókna kory pierwotnej,
- włókna perywaskularne,
- włókna liściowe,
- włókna typu włosków, występujące na nasionach,
- włókna pozadrzewne, nie wchodzące w skład drewna.

Włókna sklerenchymatyczne mają także znaczenie gospodarcze. Włókna lnu zwyczajnego i konopi siewnych mogą mieć długość nawet do 10 cm i są wykorzystywane do wyrobu nici i tkanin.

## Sklereidy

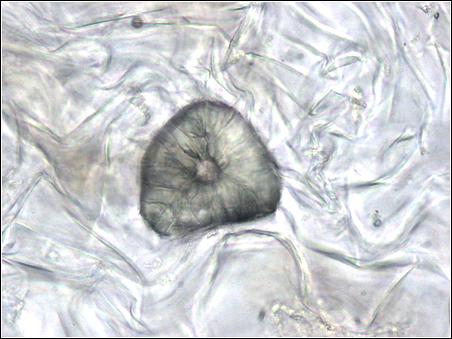
Sklereid w kształcie kuli

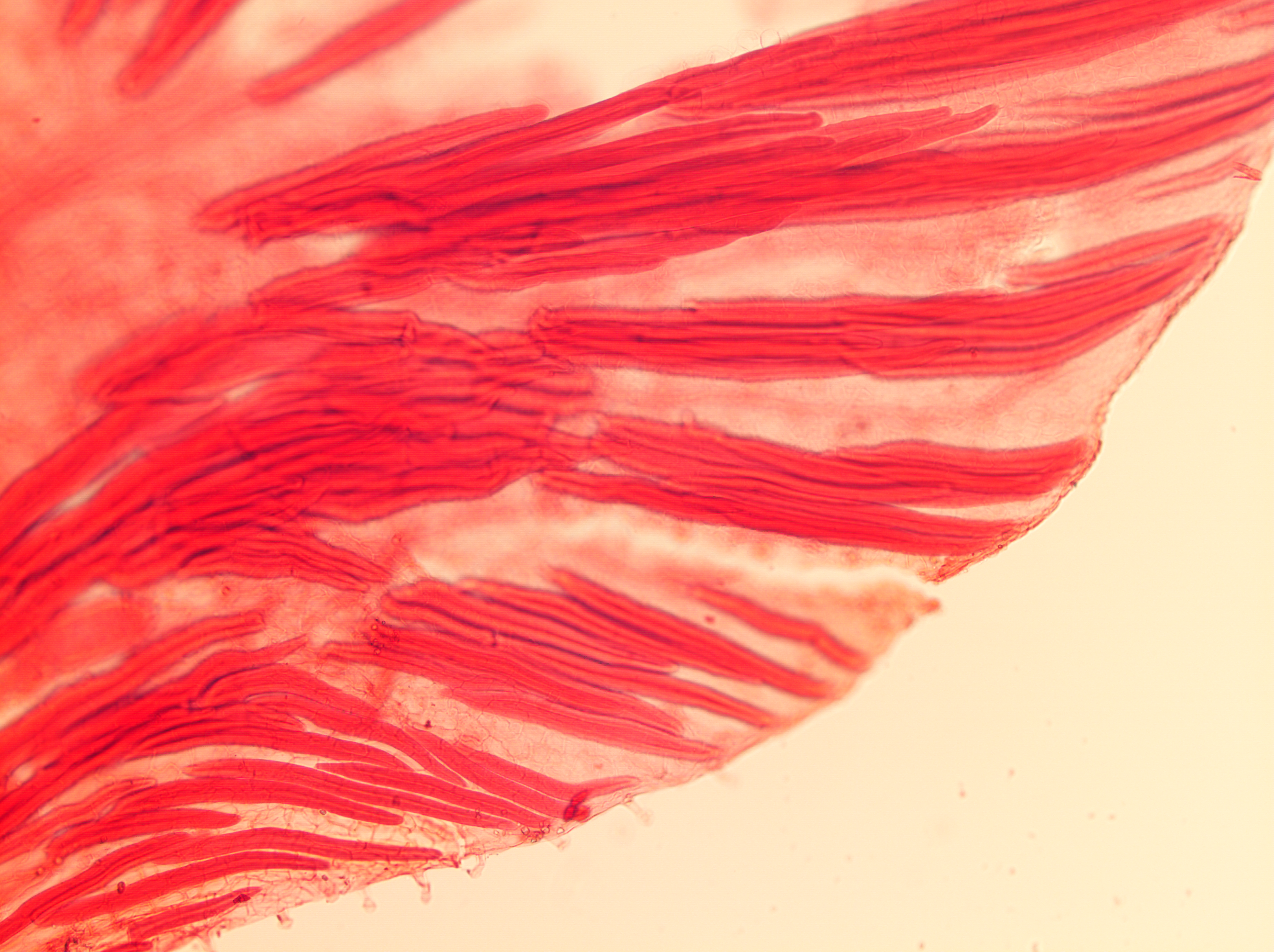
Sklereidy wydłużone w liściu

Sklereidy zwykle maja kształt zbliżony do kuli, mogą być jednak wydłużone. Są to komórki martwe o grubej ścianie komórkowej, niekiedy wysyconej suberyną.
Komórki kamienne (sklereidy) są nasycone solami mineralnymi i są najtwardszą tkanką roślinną.
Sklereidy nie tworzą jednolitej tkanki, lecz występują w postaci skupisk (np. grupy komórek kamiennych w miąższu owocu rzekomego gruszy) lub pojedynczo jako tzw. idioblasty. Wyróżnia się kilka typów tych komórek, w zależności od ich kształtów:
- brachysklereidy – kuliste
- asterosklereidy – rozgałęzione,
- osteosklereidy – walcowate, rozszerzone na końcach,
- makrosklereidy – walcowate,
- trichosklereidy – nitkowate[3].

Komórki kamienne odpowiadają za szczególną twardość struktur takich jak łupiny nasion.